# Sędziszów LHS
Sędziszów LHS – towarowa stacja kolejowa w Sędziszowie, w województwie świętokrzyskim, w powiecie jędrzejowskim.